# La fedeltà premiata
La fedeltà premiata (Troheten belönad) är en opera (dramma giocoso) i tre akter med musik av Joseph Haydn och libretto av Haydn och en okänd librettist efter Giambattista Lorenzis text L'infedeltà fedele, vilken hade tonsatts av Domenico Cimarosa 1779.

## Historia
Operan skrevs till återinvigningen av det stora operahuset på slottet Esterházy som brann ned i november 1779. Premiären skedde den 25 februari 1781 med Haydn som dirigent. Året därpå reviderade Haydn operan och den spelades 36 gånger under 1780-talet. I det senare librettot ändrades titeln till "dramma pastorale giocoso" vilket visade på operans nya inriktning: skogslandskap, en eremitgrotta, klippor och en skogssjö med nymfer, herdar och jägare.
Ouvertyren återanvände Haydn senare i finalen till sin symfoni nr 73. 

## Personer
- Celia, vars riktiga namn är Fillide (mezzosopran (1781), sopran (1782))
- Fileno, Fillides älskade (tenor)
- Amaranta, en fåfäng och arrogant dam (sopran
- Greve Perruchetto (bas)
- Nerina, en nymf (sopran)
- Lindoro, Amarantas broder (tenor)
- Melibeo, överstepräst, förälskad i Amaranta (bas)
- Diana (sopran)

## Handling

### Akt I
Ett älskande par måste offras till ett sjöodjur. Amaranta och Melibeo förbereder äktenskapet mellan Lindoro och Celia, och Fileno luras att hjälpa Nerina. Fileno och Cilea möts men då de inser att de kan komma att offras skiljs de åt. Amaranta, Lindoro och Melibeo fortsätter att övertala Celia att gifta sig med Lindoro. Filenos sorg övergår till förtvivlan då han hör dessa planer. Celia räddas av nymferna.

### Akt II
Fileno sorgsenhet driver honom att överväga självmord. Celia tror att Fileno är död. Melibeo beslutar att paret som ska offras ska vara Celia och Perrucchetto.

### Akt III
Celia och Fileno förenas men kan inte blidka sjöodjuret. Just som de ska offras kastar sig Fileno mot monstret. Det förvandlas till en grotta som gömmer gudinnan Diana. Hon reder upp det hela genom att välsigna äktenskapet mellan Fileno och Cilea, samt mellan Perrucchetto och Amaranta.